# Ilario Di Buò
Ilario Di Buò, född 13 december 1965 i Trieste i Italien, är en italiensk idrottare som tog silver i lagtävlingen i bågskytte vid olympiska sommarspelen 2000. Åtta år senare tog han återigen silver i lagtävlingen i bågskytte, vid olympiska sommarspelen 2008 i Peking.

## Meriter

### Olympiska meriter

#### Olympiska sommarspelen 2008
| Namn                                       | Gren         | Rankingrunda | Rankingrunda | 32-delsfinal               | 16-delsfinal                              | 8-delsfinal             | Kvartsfinal              | Semifinal               | Final                    | Final            |
| Namn                                       | Gren         | Poäng        | Seed         | Resultat                   | Resultat                                  | Resultat                | Resultat                 | Resultat                | Resultat                 | Plats            |
| ------------------------------------------ | ------------ | ------------ | ------------ | -------------------------- | ----------------------------------------- | ----------------------- | ------------------------ | ----------------------- | ------------------------ | ---------------- |
| Ilario Di Buò                              | Individuellt | 670          | 9            | Bulir (CZE) (56) W 111-100 | Wunderle (USA) (41) L 108-108 (9-9, 8-10) | Gick inte vidare        | Gick inte vidare         | Gick inte vidare        | Gick inte vidare         | Gick inte vidare |
| Ilario Di Buò Marco Galiazzo Mauro Nespoli | Lag          | 1986         | 6            |                            |                                           | (Kanada) (11) W 219-217 | (Malaysia) (3) W 218-213 | (Ukraina) (2) W 223-221 | (Sydkorea) (1) L 227-225 | Silver           |